# سوق عام
السوق العام هو مصطلح تجاري عام يصف أكبر تجمع لمستهلكي منتج صناعي محدد. ويأتي في الطرف المقابل مصطلح السوق المتخصصة.

## عام
يعتبر السوق العام هو مجموعة المستهلكين الذين يشغلون الكتلة الساحقة من المنحنى الجرسي للمنتجات المنزلية المعروفة؛ بمعنى أنه يمكن الإشارة إليهم باعتبارهم «المتوسط». ومع ذلك فإن تلك المجموعة تحتوي على تشكيلة متنوعة من الناس، وقد تختلف رغباتهم حيال منتج محدد اختلافًا جذريًا. غالبًا ما تكون المنافسة لإمداد السوق الكبير شرسة، ولكن الدخول فيها أمر سهل نسبيًا وذلك لوجود رحبة متاحة لكتلةٍ كبيرة من المستهلكين.
ويعد استغلال التسويق الشامل للسوق العام أمرًا غير عمليٍ بالرغم من تشابههما؛ وذلك بسبب العدد المهول للمستهلكين وكم الاحتياجات الذي لا يحصى. وقد يكون من الصعب استهداف كل العملاء في السوق العام؛ لذا يجب على المسوقين تقسيم السوق إلى مجموعاتٍ أصغر تبعًا لتشابه رغباتهم.